# Jungfru Mariаs födelses kyrka, Simitli
Jungfru Mariаs födelses kyrka (bulgariska: Храм „Рождество Богородично“; translitteration: Hram ''Rozhdestvo Bogorodichno'') är en bulgarisk-ortodox kyrkobyggnad belägen i den centrala delen av staden Simitli, i regionen Blagoevgrad, i sydvästra Bulgarien.
Kyrkan är helgad åt den liturgiska festdagen Jungfru Marie födelse och tillhör det bulgarisk-ortodoxa stiftet Nevrekops stift.

## Historik
Från början var det tänkt att kyrkan skulle vara en minneskyrka över de soldater som dog under slaget vid Simitli under Balkankrigen (1912-1913), men den Idén övergavs dock senare.
1920 planerades det att en ny östortodox kyrka skulle uppföras i Simitli, vilket resulterade till att Jungfru Mariаs födelses kyrka i Simitli byggdes under 1929. Kyrkan invigdes den 13 oktober samma år av metropolit Macarius av Nevrokop.
Från 1991 till 1993 utfördes målningar av kyrkan under ledning av målaren Nikola Gospodinov från Sofia. Strax därefter utvidgades kyrkan genom att bygga ett kapell vid namn "St. Stilijan", som invigdes 2015 av metropoliten av Nevrokop Seraphim. Även en söndagsskola öppnades.

## Kyrkobyggnaden
- Klocktornet är på den västra sidan.[3]

- Inne i kyrkan finns ikoner som målades 1929, samma år som kyrkan byggdes. Kyrkan är treskeppig.[3][2][1]

## Bilder

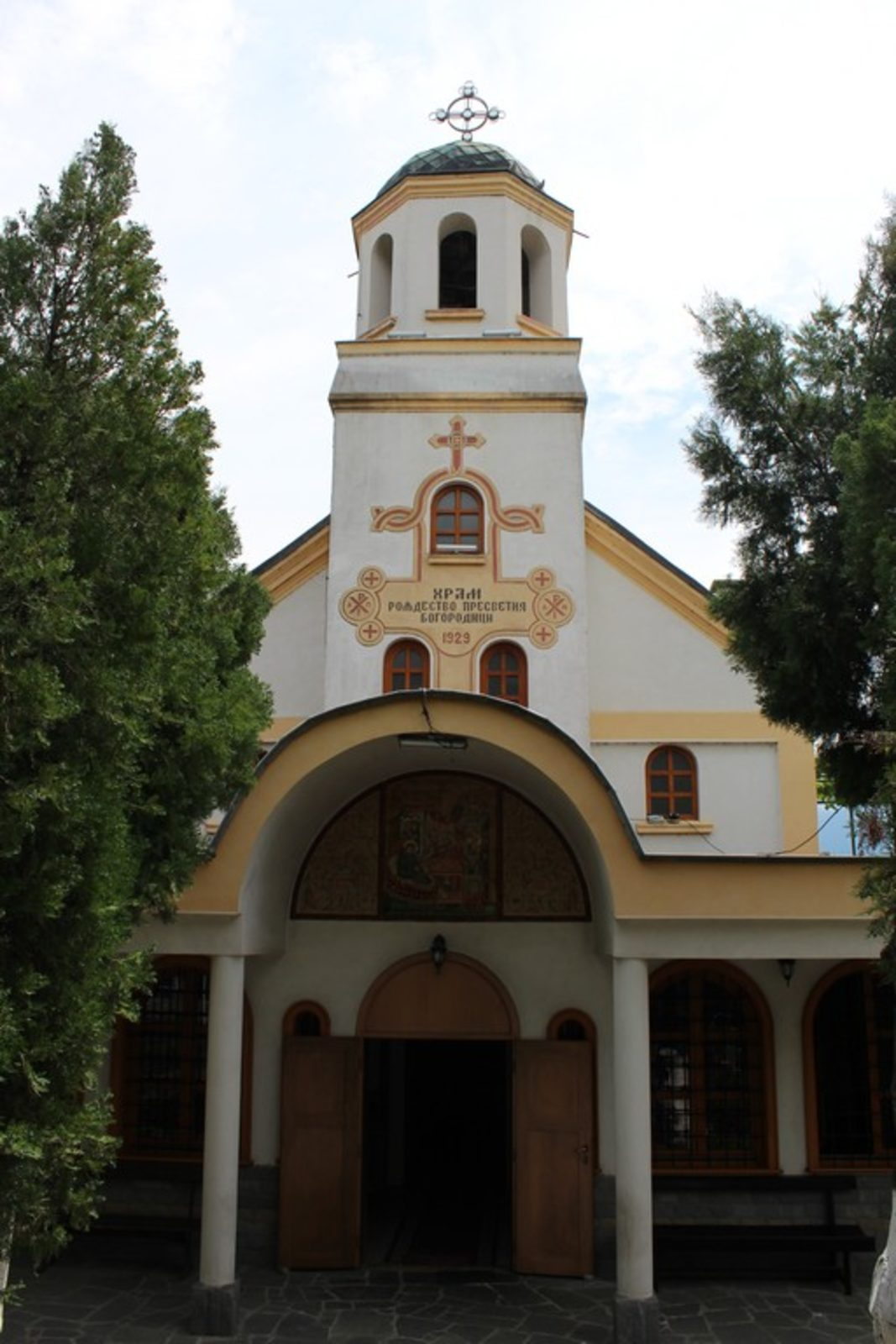
Entrén och klocktornet.
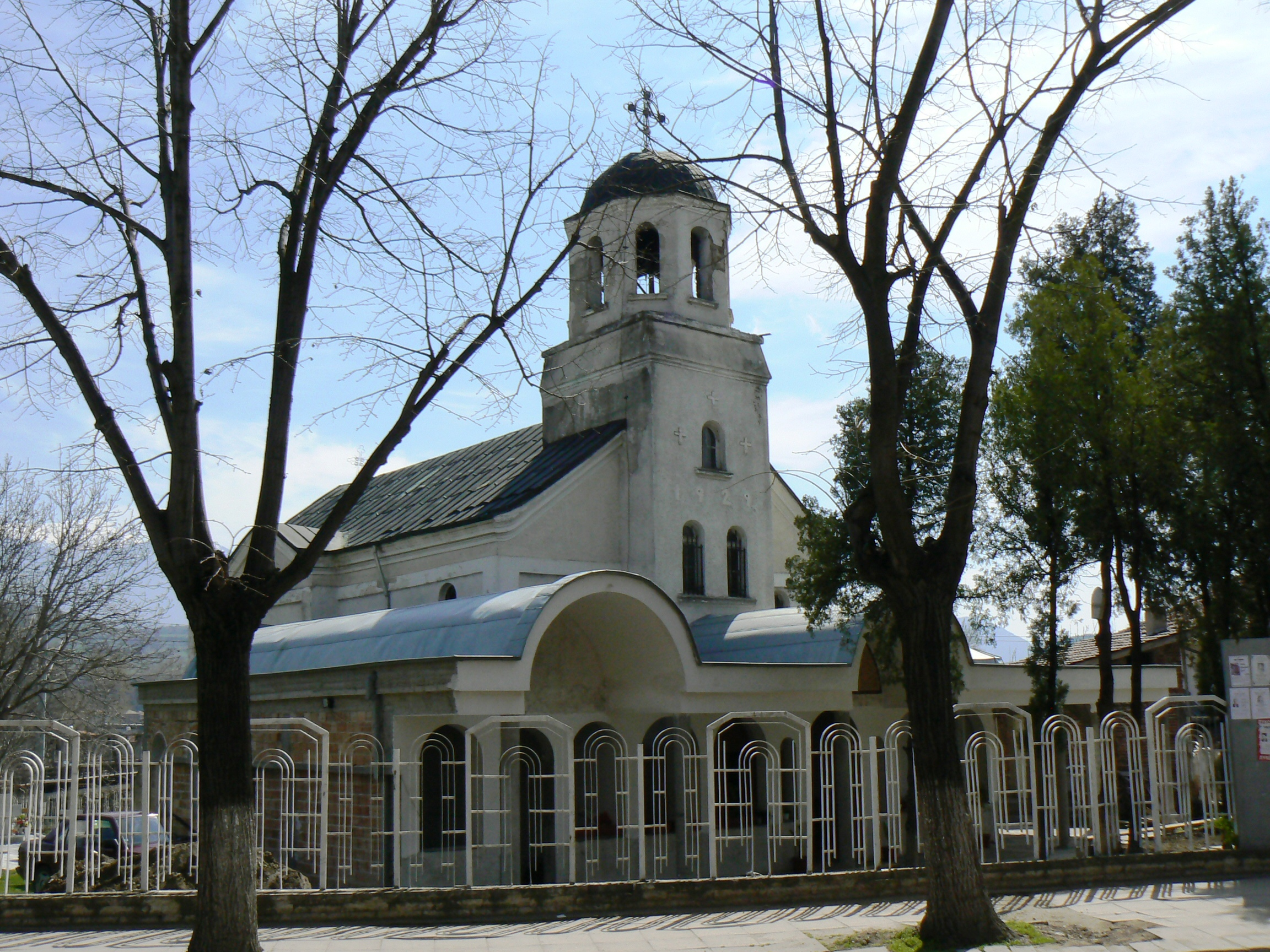
Kyrkan i april 2009.

### Allmänna källor
- Храм "Рождество Богородично" - Симитли | Опознай.bg (opoznai.bg)
- Храм „Рождество Богородично“, гр. Симитли (pravoslavieblg.com)
- Църквата "Рождество Богородично" в Симитли отбелязва храмовия си празник | Simitli.Info